# Muhyi al-Din al-Maghribi
Muḥyī al-Dīn al-Maghribī, también conocido como Ibn Abī al‐Shukr, (Al-Ándalus, c. 1220 - Maraghe, Irán, c. 1283) fue un matemático y astrónomo hispano-musulmán.

## Vida
Se sabe poco de su vida, aunque su nombre sugiere un origen andalusí. Estudió en la escuela malikí, una escuela de jurisprudencia islámica con gran influencia en Al-Ándalus. Vivió en Damasco al menos hasta el año 1258, cuando se cree que escribió La corona de los manuales astronómicos (Tāj al‐azyāj).
Se trasladó a Maraghe (antes de 1262) donde trabajo bajo la dirección de Nasir al-Din al-Tusi en el observatorio de Maraghe. Allí fue huésped de Hulagu Kan y conoció a Bar Hebraeus. En 1275 compuso unas tablas astronómicas, independientes de las iljaníes llamadas Adwār al‐anwār madā al‐duhūr wa‐ʾl‐akwār.